# 1925年至1926年英格蘭足總盃
1925/26球季英格蘭足總盃（英語：FA Cup），是第51屆英格蘭足總盃，今屆賽事的冠軍是保頓，他們在決賽以1:0擊敗曼城，奪得冠軍。本屆賽事繼續在舊溫布萊球場舉行。
保頓在三年前曾奪得冠軍，今年再下一城。無獨有偶地，他們在三年後的賽事再奪冠軍。

## 外部連結
1. 英格蘭足總盃官網Archive-It的存檔，存档日期2012-04-24
2. 英格蘭足總盃 歷屆冠軍（页面存档备份，存于）